# 近点月
近点月（きんてんげつ anomalistic month）とは、月がその公転軌道上の近地点（地球に最も近い点）から軌道を一周して再び近地点まで戻るまでの期間をいう。平均27.554 5505日（27日13時18分33.16秒）である。
月の近地点は太陽の摂動により歳差がおこる。このため、月の近地点は3232.589日（約8.85年）で地球を一周する周期で進み、近地点は月が公転軌道を一周するごとに反時計回りに約3度動く。このため、近点月は恒星月より約5.5時間ほど長くなっている。